# Maria de Hernandez-Paluch
Maria de Hernandez-Paluch zd. Kupczak (ur. 4 lutego 1947 w Cieszanowicach, zm. 22 maja 2009 w Krakowie) – dziennikarka, publicystka, działaczka „Solidarności” i opozycji antykomunistycznej.
Córka Stanisława. Ukończyła Liceum Pedagogiczne w Pszczynie i studia polonistyczne na Uniwersytecie Jagiellońskim. W 1968 r. uczestniczka protestów studenckich w Krakowie, aresztowana przez MO. Od 1972 r. zatrudniona w Ośrodku Badań Prasoznawczych UJ, od 1979 r. redaktorka i publicystka dwutygodnika „Student”, a następnie „Życia Literackiego” i „Dziennika Polskiego”. Od 1980 r. członkini NSZZ „Solidarność”, w stanie wojennym usunięta z mediów publicznych. Od 1982 r. redaktorka w „Tygodniku Powszechnym”. Równocześnie aktywna współpracownica prasy podziemnej m.in. „Hutnika”, „Arki” i „Bez dekretu”. W 1983–1988 inwigilowana przez Służbę Bezpieczeństwa w ramach kontroli operacyjnej o krypt. „Maria”.
W 1986 r. wyemigrowała do Francji. Pisała artykuły do paryskiej „Kultury” i miesięcznika „Kontakt”. W latach 1986–2001 korespondentka Rozgłośni Polskiej Radia Wolna Europa, a w latach 1992–1998 Radia RMF FM. Po powrocie do Krakowa w 2002 r. dziennikarka „Przekroju”, „Gazety Krakowskiej”, „Dziennika Polskiego” i „Rzeczpospolitej oraz miesięcznika „Kraków”. Autorka książek  Spisane będą czyny i rozmowy (1982) i Spiskowy żywot kresowego panicza. O Jerzym Ursyn Niemcewiczu (2008). Pochowana na cmentarzu katolickim w Kryrach.

## Odznaczenia[4]
- Medal za Zasługi dla Małopolskiej „Solidarności”
- Medal „Niezłomni w Słowie”
- Pro Memoria Prasy Podziemnej